# Recharged
Recharged – drugi remix album amerykańskiego zespołu Linkin Park. Wydany został 29 października 2013 roku przez wytwórnie Warner Bros. Records i Machine Shop Recordings. Producentami płyty są Rick Rubin i Mike Shinoda. Album zawiera remiksy dziesięciu utworów z piątej studyjnej płyty zespołu Living Things oraz nowy utwór "A Light That Never Comes", powstały z udziałem Steve’a Aokiego, wydany 16 września jako pierwszy singel.

## Lista utworów
1. "A Light That Never Comes" (Linkin Park x Steve Aoki) – 3:49
2. "Castle of Glass" (M. Shinoda Remix) – 6:20
3. "Lost in the Echo" (KillSonik Remix) – 5:09
4. "Victimized" (M. Shinoda Remix) – 2:59
5. "I'll Be Gone" (Vice Remix) (feat. Pusha T) – 4:00
6. "Lies Greed Misery" (Dirtyphonics Remix) – 4:50
7. "Roads Untraveled" (Rad Omen Remix) (feat. Bun B) – 5:28
8. "Powerless" (Enferno Remix) – 6:07
9. "Burn It Down" (Tom Swoon Remix) – 4:46
10. "Until It Breaks" (Datsik Remix) – 6:00
11. "Skin to Bone" (Nick Catchdubs Remix) (feat. Cody B. Ware & Ryu) – 3:54
12. "I'll Be Gone" (Schoolboy Remix) – 6:11
13. "Until It Breaks" (Money Mark Remix) – 4:29
14. "A Light That Never Comes" (Rick Rubin Reboot) – 4:40
15. "Burn It Down" (Paul van Dyk Remix) [Bonusowa ścieżka dla zamówień przedpremierowych] – 8:00

Źródło: , 